# Paxton (Illinois)
Paxton je grad u američkoj saveznoj državi Ilinois. Prema popisu stanovništva iz 2010. u njemu je živjelo 4.473 stanovnika.